# Taloro
Il Taloro è un  fiume che scorre in Sardegna; è lungo 63 km ed attraversa la provincia di Nuoro e la provincia di Oristano.
Il Taloro è uno dei principali fiumi dell'isola per portata media annua (6 m³/s.)

## Percorso
Il fiume nasce nel territorio di Orgosolo, le sue sorgenti si situano nel Monte Novo San Giovanni. nell'altopiano del Supramonte. Con andamento tortuoso attraversa il territorio di Orgosolo, di Fonni, di Gavoi, Ovodda, Olzai e di Sorradile dove sfocia nel lago Omodeo, sbarramento creato sul corso del fiume Tirso.

## Utilizzi
Il Taloro è utilizzato principalmente per produrre energia idroelettrica nella centrale dell Taloro nell territorio di Ovodda. Gli sbarramenti che bloccano il suo corso sono tre, 
Il Taloro è un fiume ricco di acque perché ha tre sbarramenti che costantemente scaricano nel fiume un flusso costante d'acqua; le piene possono essere rovinose, anche picchi di 2000 m³/s registrati nel 1934.